# Larressore
Larressore (baskisch Larresoro) ist eine französische Gemeinde mit 2.123 Einwohnern (Stand: 1. Januar 2022) im Département Pyrénées-Atlantiques in der Region Nouvelle-Aquitaine. Larressore gehört zum Arrondissement Bayonne und zum Kanton Baïgura et Mondarrain (bis 2015: Kanton Ustaritz). Die Einwohner werden Larresoroar genannt.

## Geografie
Larressore liegt etwa 13 Kilometer südsüdöstlich von Bayonne am Fluss Nive im französischen Baskenland und der historischen Landschaft Labourd. Umgeben wird Larressore von den Nachbargemeinden Ustaritz im Norden und Nordwesten, Jatxou im Norden und Nordosten, Halsou im Osten und Nordosten, Cambo-les-Bains im Osten, Itxassou im Süden und Südosten sowie Espelette im Süden und Westen. Das Flüsschen Latsa durchquert das Gemeindegebiet und mündet an der Grenze zu Ustaritz in die Nive.

## Bevölkerungsentwicklung
| 1962                      | 1968 | 1975 | 1982 | 1990 | 1999 | 2006 | 2012 |
| ------------------------- | ---- | ---- | ---- | ---- | ---- | ---- | ---- |
| 670                       | 782  | 940  | 1057 | 1148 | 1320 | 1428 | 1694 |
| Quelle: Cassini und INSEE |      |      |      |      |      |      |      |

## Wirtschaft
Der Ort ist eine der zehn Gemeinden, welche den baskische Gewürzpaprika Piment d’Espelette unter der Herkunftsbezeichnung Appellation d’Origine Contrôlée (AOC) anbauen und vertreiben dürfen.

## Sehenswürdigkeiten
- Altes Priesterseminar, 1733 gegründet, Monument historique, 2008 bis 2010 restauriert
- Kirche Saint-Martin von 1893
- zahlreiche baskische Häuser aus dem 17. und 18. Jahrhundert

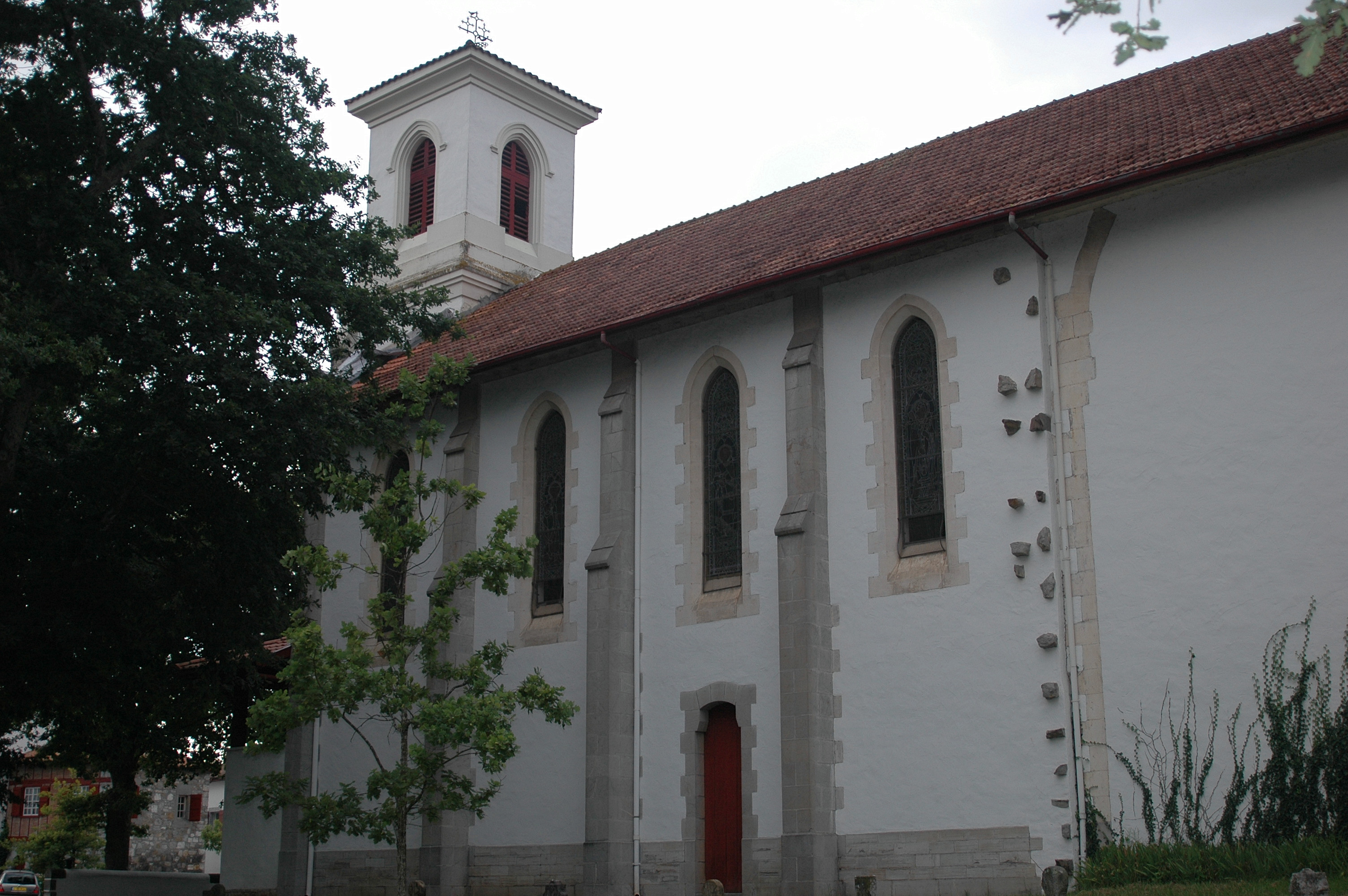
Kirche Saint-Martin
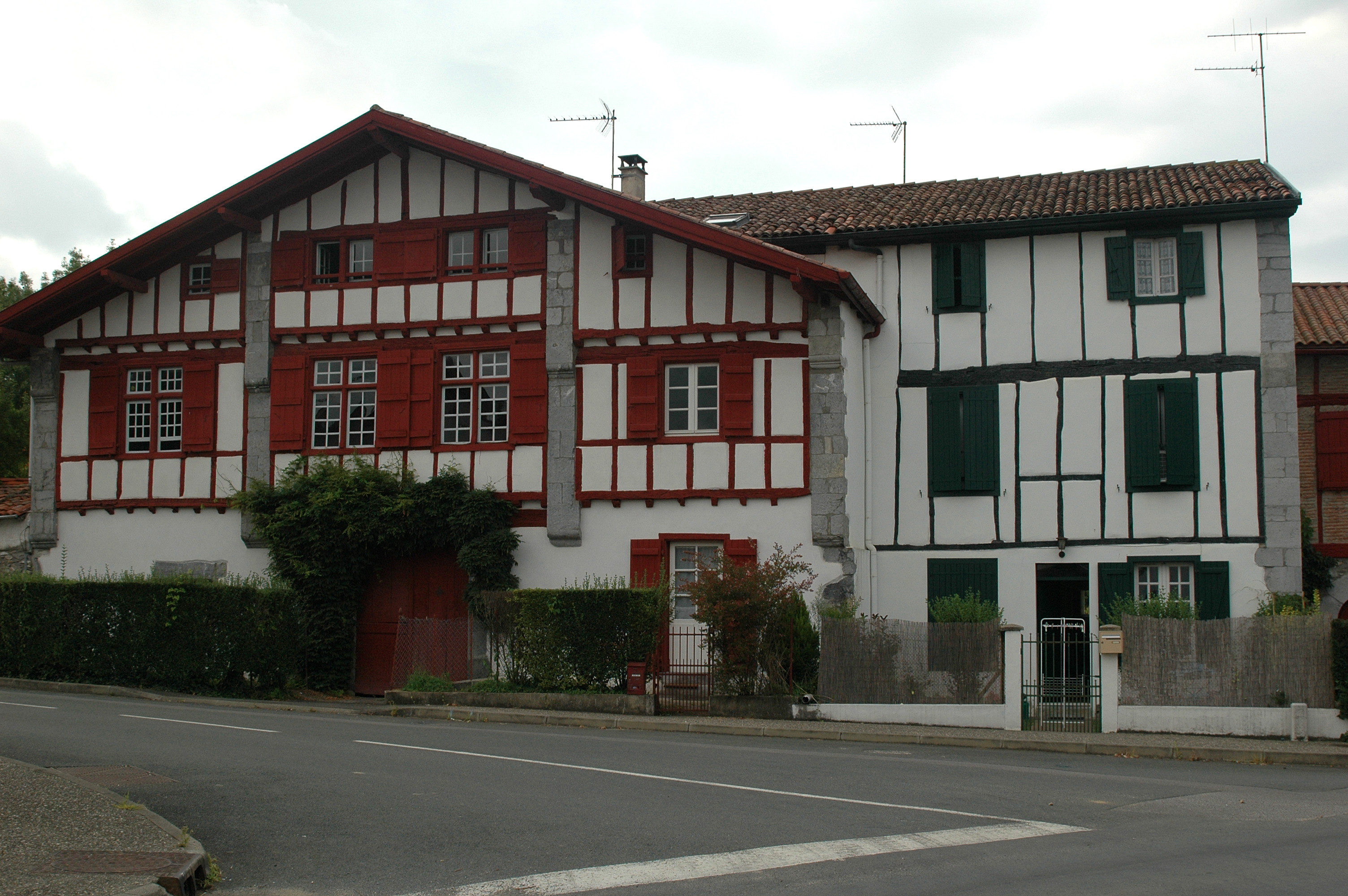
Typisches baskisches Haus